# Округ Карол (Ајова)
Округ Карол (енгл. Carroll County) је округ у америчкој савезној држави Ајова.

## Демографија
По попису из 2010. године број становника је 20.816, што је 605 (-2,8%) становника мање 2000. године.
| Група             | 2000.          | 2010.          |
| Белци             | 21.119 (98,6%) | 20.119 (96,7%) |
| Афроамериканци    | 38 (0,2%)      | 83 (0,4%)      |
| Азијати           | 73 (0,3%)      | 92 (0,4%)      |
| Хиспаноамериканци | 115 (0,5%)     | 333 (1,6%)     |
| Укупно            | 21.421         | 20.816         |